# استون بریج (ویرجینیا)
استون بریج (به انگلیسی: Stone Bridge) یک منطقهٔ مسکونی در ایالات متحده آمریکا است که در شهرستان کلارک، ویرجینیا واقع شده‌است.